# Єврейське кладовище Верінга
Єврейський цвинтар Верінга (нім. Jüdischer Friedhof Währing, також Israelitischer Friedhof Währing) — єврейське кладовище в віденському районі Верінг.
Було головним місцем поховання членів віденського Товариства єврейської культури.

## Історія
Після відкриття кладовища у 1784 році, воно було основним місцем поховань єврейської громади Відня. Після його закриття в 1880 році і часткового руйнування під час нацистського правління, на тепер цвинтар є закритим, і занепадає, представляючи небезпеку для відвідувачів. З 2006 року між політиками федерального та місцевого рівня, а також експертами точаться дебати про відновлення цвинтаря.
На кладовищі поховано близько 30 000 осіб. Останнє поховання в існуючу сімейну могилу відбулося 1911 року. Близько 1900 року в центрі вже закритого цвинтаря висадили липову алею.
У роки Другої світової війни, коли існування кладовища перебувало під загрозою, Рада старійшин євреїв дозволила ексгумацію та перепоховання на єврейській частині Центрального цвинтаря Відня. Понад 2000 могил було зруйновано внаслідок земляних робіт для будівництва бомбосховища. Після закінчення війни цвинтар був переданий єврейській громаді Відня.

## Композиція кладовища
При вході на кладовище через ворота в Schrottenbachgasse ліворуч розташована будівля, яка раніше використовувалась для підготовки тіла померлого відповідно до єврейських обрядів — Тума і Тахара, яка є прикладом неокласичної архітектури, та побудовано австрійським архітектором Йозефом Корнхойзелем. Липова алея відокремлює стару частину цвинтаря від тієї, яка використовувалася для поховань пізніше. У північній частині некрополя розташована його сефардська секція. Уздовж головної алеї знаходяться могили священників (когенів).
До поховань відомих осіб відносять:
- родина фон Арнштейн — баронеса Фанні фон Арнштейн[de], дочка придворного єврея Даніеля Іцига, останки Фанні фон Арнштейн були викопані нацистами й передані до Музею природознавства у Відні для «наукових цілей», така ж доля постигла декілько інших поховань;
- родина Епштейн — родичі Густава фон Епштейна[de], промисловця і банкіра, сам він похований на єврейському відділенні Віденського центрального цвинтаря;
- родина Кенігсвартер — родичі Йонаса фон Кенігсвартера[de], австрійського банкіра, який був президентом віденської релігійної громади.

Також тут поховані:
- Роберт Блюм — політик часів Березневої революції 1848 року;
- Соломон фон Мозенталь — драматург;
- Бернхард фон Эскелес[de] — банкір;
- Ісаак Хофманн[de] — купець;
- Лазарь Горовитц[de] — головний рабин єврейської громади Відня;
- Ісаак Маннхеймер[de] — рабин;
- Зігфрід Вертхаймбер (Siegfried Philipp Wertheimber, 1777—1836) — терпимий єврей.

Захоронения
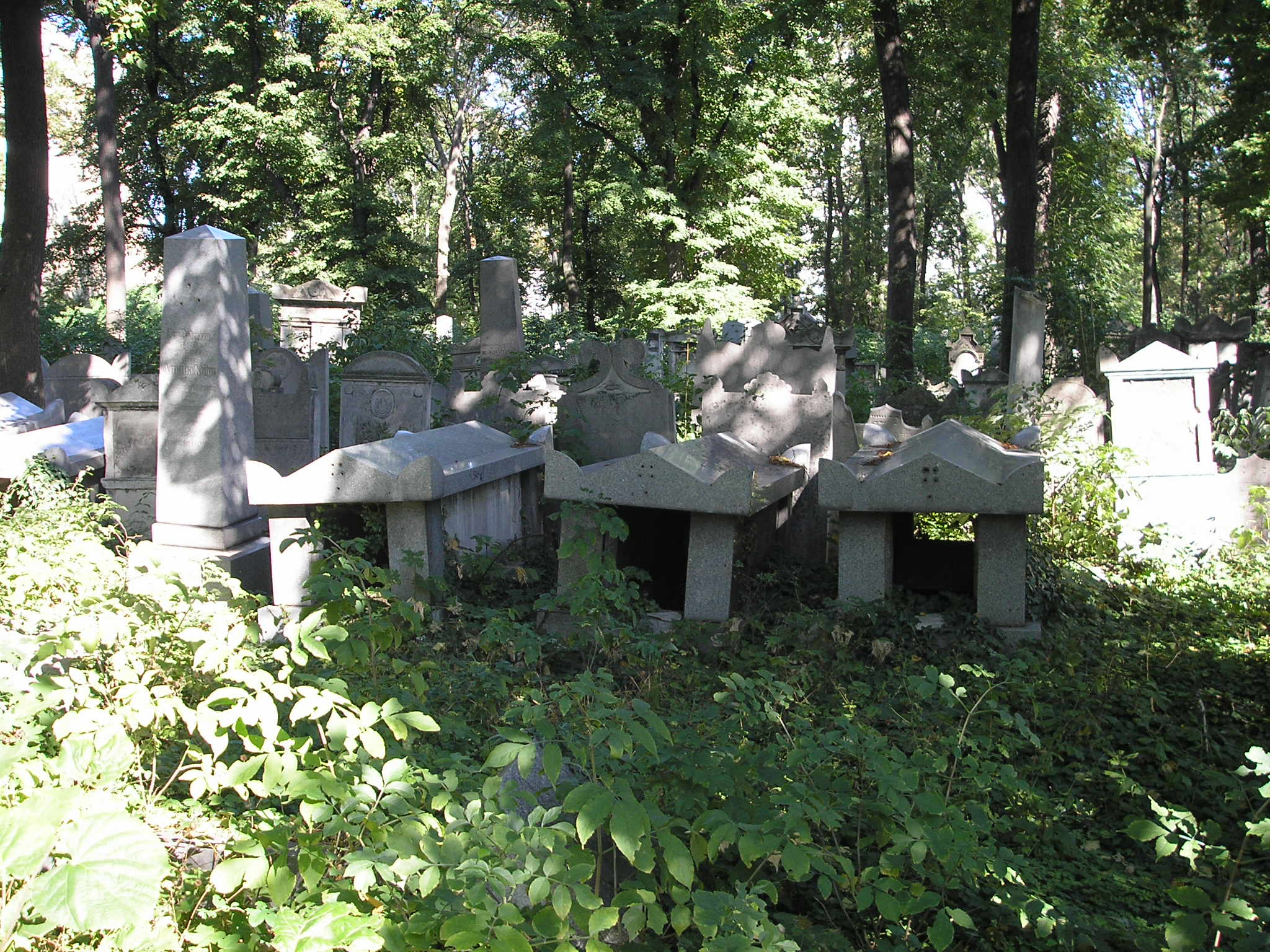
Фон Арнштейн та Ескелес
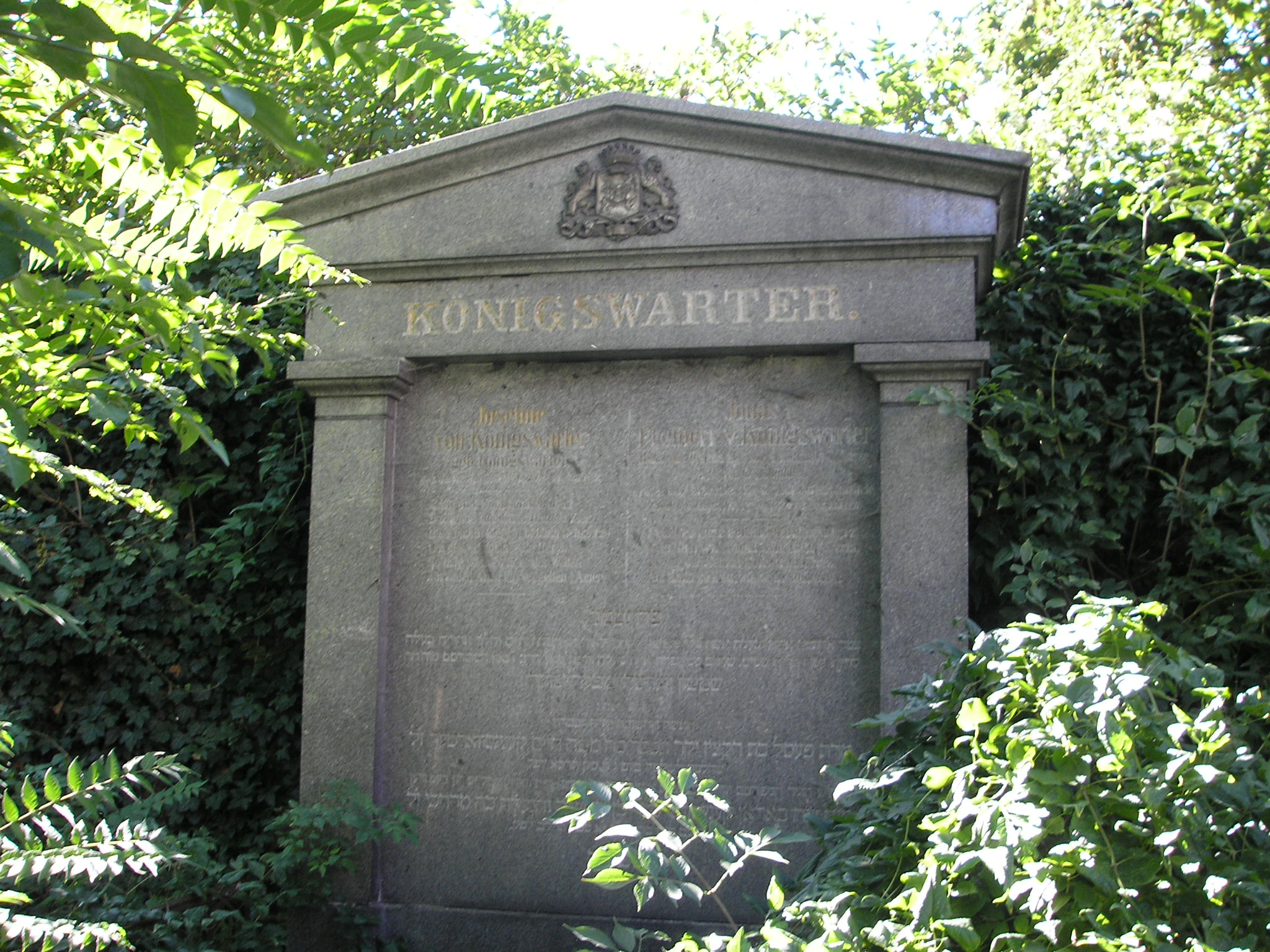
Кенігсвартер
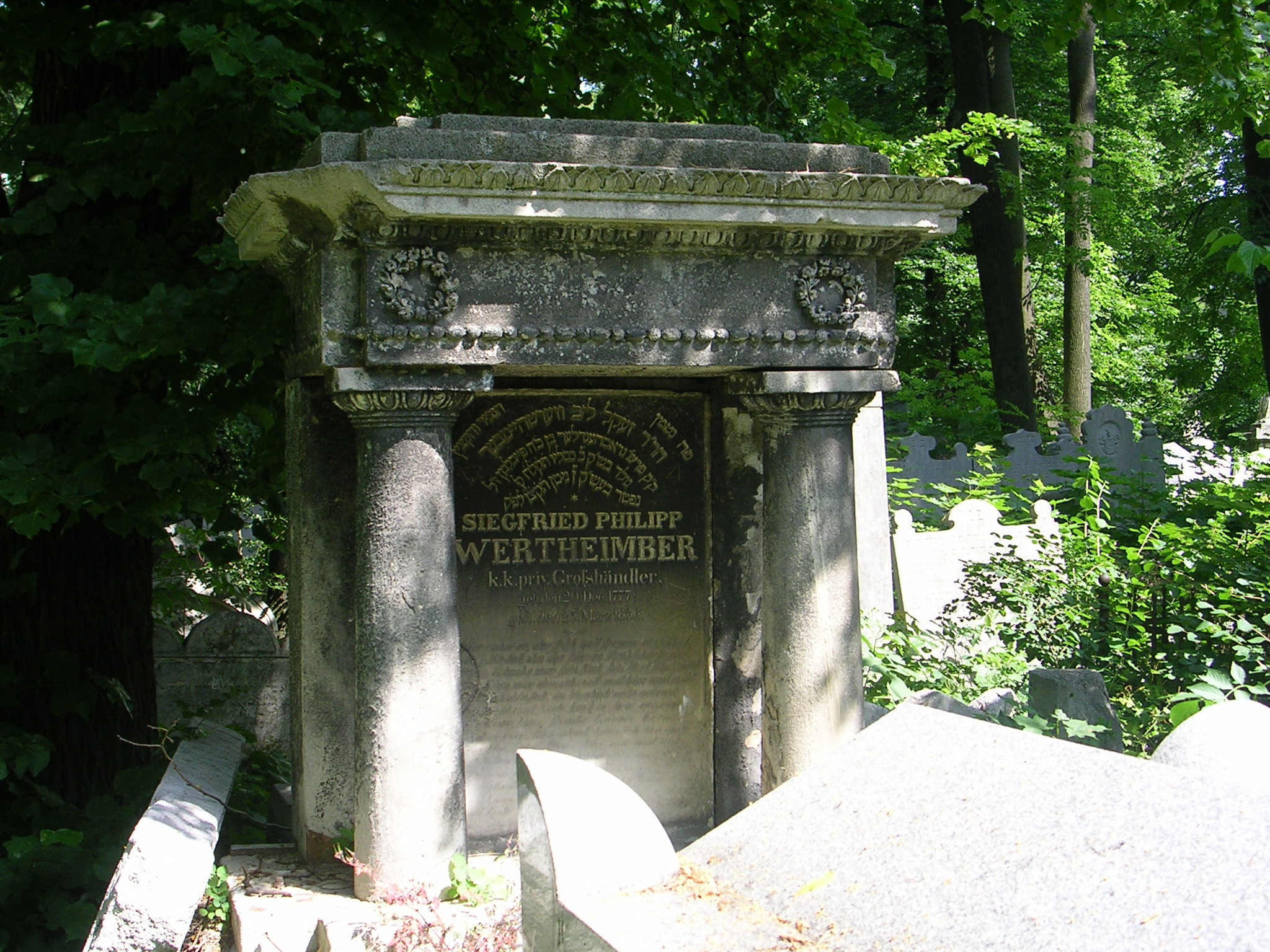
Вертхаймбер